# Eko Eko Azarak 4
Pour les articles homonymes, voir Eko Eko Azarak.
Série
Eko Eko Azarak 3: Misa the Dark Angel
(1998)
Pour plus de détails, voir Fiche technique et Distribution.
Eko Eko Azarak 4 (エコエコアザラクIV) est un film japonais réalisé par Kōsuke Suzuki, sorti en 2001.

## Synopsis
Un groupe d'adolescents est retrouvé massacré dans une forêt. Seule une jeune fille est indemne mais en état de choc. Suspectée de meurtre par la police, Misa Kuroi voit bientôt sa vie réduite en miettes par des journalistes avides de scoops qui la font passer pour une sorcière ayant pratiqué un atroce sacrifice. Incapable de se souvenir de ce qui s'est réellement passé, elle ne trouve du réconfort que chez son amie Hitomi et le petit ami de cette dernière, bien décidés à l'aider à mettre fin à ce délire collectif. Certains évènements inexplicables vont pourtant semer le doute... Et si, après tout, la fragile Misa possédait réellement le plus destructeur des pouvoirs ?

## Fiche technique
- Titre original : エコエコアザラクIV (Eko eko azaraku IV?)
- Titre français : Eko Eko Azarak 4
- Réalisation : Kōsuke Suzuki
- Scénario : Hirotoshi Kobayashi (ja), d'après le manga de Shin'ichi Koga (ja)
- Musique : Reiji Kitazato et Kōji Kasamatsu
- Photographie : Naohiro Hashimoto
- Montage : Shūichi Kakesu (ja)
- Pays d'origine :  Japon
- Langue originale : japonais
- Format : couleur - 1,85:1 - Dolby Digital - DV
- Genre : film d'horreur
- Durée : 91 minutes[1]
- Date de sortie :
  - Japon : 28 avril 2001[1]

## Distribution
- Natsuki Katō (ja) : Misa Kuroi
- Mitsuho Ōtani (ja) : Hitomi
- Ken'ichi Endō : le journaliste
- Ken Mitsuishi (ja)
- Hassei Takano (ja)

## Voir également
- 1995 : Eko Eko Azarak: Wizard of Darkness (Eko Eko Azaraku), film japonais de Shimako Satō
- 1996 : Eko Eko Azarak 2: Birth of the Wizard (Eko Eko Azaraku II), film japonais de Shimako Satō
- 1997 : Eko Eko Azarak, la série (Eko Eko Azaraku: The Series), série télévisée japonaise de Sōtarō Hayashi
- 1998 : Eko Eko Azarak 3: Misa the Dark Angel (Eko Eko Azaraku III), film japonais de Katsuhito Ueno